# Oblikovanje presavijanjem
Oblikovanje presavijanjem je tehnika obrade metala u kojoj metal presavijamo, obrađujemo kovanjem, otpuštanjem te razvijanjem dobivenog bloka dobivamo sasvim nov i dramatičan trodimenzionalni efekt. Tehniku je osmislio engleski zlatar Charles Lewton-Brain.
Charles Lewton-Brain svodi tehniku na 4 osnovne faze rada. Prva faza, presavinite komad metalnog lima. Druga faza, presavinuti komad zatim izravnajte čekićem ili strojem za valjanje lima (tzv. valca). Treća faza, dobiveni komad zatim otpustite zagrijavanjem do tamno crvenog usijanja. Četvrta faza, razmotajte rezultirajući presavinuti komad. Sve ove četiri faze djeluju na karakteristike metala koji obrađujemo.
Osim u izradi nakita danas se tehnika koristi i u autoindustriji.

## Porijeklo
Tehniku je u kasnim 1980-tim godinama osmislio Charles Lewton-Brain, engleski zlatar koji je živio i studirao u Tanzaniji, SAD-u, te Njemačkoj, nakon čega je otišao u Kanadu. Neki autori njegov doprinos tehnologiji obrade metala drže revolucionarnim. Godine 1974 on je studirao izradu nakita i rad s metalom na Nova Scotia College of Art and Design .Potom je školovanje nastavio u Pforzheimu u Njemačkoj kod Klausa Ullricha, na Fachhochschule fur Gestalstung .Upravo ga je Ullrich potaknuo na razvitak tehnike oblikovanja presavijanjem.
Samu tehniku je kasnije promovirao putem radionica koje je priređivao na Alberta College of Art and Design, gdje je bio voditelj odjela za oblikovanje metala i nakit. On je u ovoj instituciji radio od 1986. Godine 1991, Lewton-Brain je nagrađen za tehniku, a istu je i 1997 demonstrirao u sklopu radionice koja je bila jezgra "Touch the Future" djela JCK International Jewelry Showa u Orlandu, Florida.Od godine 2012. tehnika se promovira i putem međunarodnog natječaja.

## Sličnosti s drugim postupcima
Brojni oblici dobiveni pomoću ove tehnike podsjećaju na oblike viđene u prirodi. Najuobičajeniji oblici kreirani oblikovanjem presavijanjem su nalik na cvijeće, listove te ovnujske rogove. No ne samo da se tehnikom stvaraju oblici koji podsjećaju na prirodne već se koriste i procesi koji koriste prirodne zakone. Ponavljanje presavijanja metalnog lima, otpuštanja metala, razvijanja dobivenih oblika te oblikovanje metalnog lima udarcima čekića sama su suština oblikovanja presavijanjem.
Neki autori porijeklo ove tehnike vide u japanskoj tehnici presavijanja papira - origamiju. Sličnosti svakako postoje no metal je izrazito drugačiji materijal u odnosu na papir.

## Alat
Tehnika koristi razne alate za kovanje poput drvenih i metalnih čekića, te nakovanj. Možemo koristiti i stroj za valjanje lima, stegač, te kliješta. Između presavijanih ploha možemo staviti i žicu ili druge objekte. Kao izvor plamena koristimo različite plamenike, ili za veće predmete kovačko ognjište.

## Osnovne vrste
- linearno
- čamac
- zračno cizeliranje
- prekriženo
- dobiveno hidrauličnom prešom
- po papirnatom  modelu
- uvijeno
- urezano i savinuto
- zvijezdasto
- prepleteno
- T-presavijanje[5]

## Vanjske poveznice
- Fold Forming Articles and Tutorials at The Ganoksin Project
- http://brainpress.com/Foldforming.html
- Foldforming Hub-tehnika,mogućnosti,natječaji,umjetnici

- Charles Lewton Brain demonstrira osnove oblikovanja presavijanjem